# Secretaria de Estado de Agricultura, Pecuária e Abastecimento de Minas Gerais
| Secretaria de Estado de Agricultura, Pecuária e Abastecimento                                                                                          |                                  |
| Edifício Gerais (Cidade Administrativa Presidente Tancredo Neves) Rodovia Prefeito Américo Gianetti - Serra Verde Belo Horizonte mg.gov.br/agricultura |                                  |
| Criação | 16/10/1891                       |
| Atual secretário | Thales Almeida Pereira Fernandes |

A Secretaria de Estado de Agricultura, Pecuária e Abastecimento de Minas Gerais (SEAPA) é uma secretaria do poder executivo do estado brasileiro de Minas Gerais. A competência desta secretaria é formular e implementar as políticas para desenvolvimento do agronegócio, integrando os aspectos de mercado, tecnológicos, organizacionais e ambientais.

## Estrutura administrativa da Secretaria
Em outubro de 2023, a administração da Secretaria de Estado de Agricultura, Pecuária e Abastecimento é composta pelos seguintes membros :
- Secretário: Thales Almeida Pereira Fernandes
- Secretário-Adjunto: João Ricardo Albanez
- Chefe de Gabinete: Rodrigo Carvalho Fernandes

### Subsecretarias
- Subsecretaria de Política e Economia Agropecuária: Caio César Coimbra
- Subsecretaria de Agricultura Familiar e Desenvolvimento Rural Sustentável: Ricardo Peres Demicheli
- Subsecretaria de Assuntos Fundiários e Fomento Florestal: José Ricardo Ramos Roseno

### Assessorias
- Assessoria da Chefia de Gabinete: Leonardo Henrique Maciel Barbosa
- Assessoria de Relações Institucionais: Pedro D'Angelo Ribeiro
- Assessoria Jurídica: Rafael Ferreira Toledo
- Assessoria de Comunicação Social: Cássia Eponine
- Controladoria Setorial: Maurício Chucre Tannure
- Assessoria Estratégica: Daniel Dias Amorim

### Superintendências
- Superintendência de Planejamento, Gestão e Finanças: Gustavo de Lima Tavares Coimbra
- Superintendência de Abastecimento Alimentar e Cooperativismo: Gilson de Assis Sales
- Superintendência de Inovação e Economia Agropecuária: Feliciano Nogueira de Oliveira
- Superintendência de Desenvolvimento Agropecuário: João Denilson Oliveira
- Superintendência de Logística e Infraestrutura Rural: Ronaldo Lima Rodrigues
- Superintendência de Fomento Florestal: Miguel Ribon Júnior
- Superintendência de Regularização Fundiária: Pedro José Campos Garcia